# Lima Locomotive Works
Lima Locomotive Works, Inc. (чит. «Ла́йма локомо́утив уо́ркс», с англ. — «Лаймский локомотивный завод») — североамериканская локомотивостроительная и танкостроительная компания, существовавшая с 1870-х по 1950-е годы. Штаб-квартира (головной офис) и основные производственные мощности компании располагались в городе Лайма (штат Огайо) близ проходившей рядом дороги «Балтимор и Огайо». Получила известность производством паровозов системы Шея и типа 1-4-2 «Беркшир». После ALCO и Baldwin была третьей крупнейшей в мире локомотивостроительной компанией.

## История

### Ранний период
История завода начинается в 1859 году с небольшой фабрики, которая вскоре после постройки перешла к группе промышленников, стала называться Lima Agricultural Works и выпускала агропромышленную технику. Это небольшое предприятие достаточно успешно процветало, пока в 1866 году не умер один из деловых партнёров — Чапман, из-за чего фабрика была закрыта.
В 1869 году другая группа инвесторов покупает пустующий завод и восстанавливает на нём производство сельскохозяйственных машин. Завод при этом меняет название на Lima Machine Works. Помимо сельскохозяйственной техники, на заводе начинается выпуск техники для добычи древесины и к 1880 году завод прочно занимает эту нишу. В 1878 году с заводом связывается Ефраим Шей, который в то время разрабатывал паровоз новой системы (будущая система Шея). Паровозы новой системы развивали большие тяговые усилия, что весьма важно на лесозаготовках, поэтому Lima Machine Works приобретает лицензию на новый тип паровоза и в 1880 году выпускает первый паровоз системы Шея, который также стал первым паровозом завода.

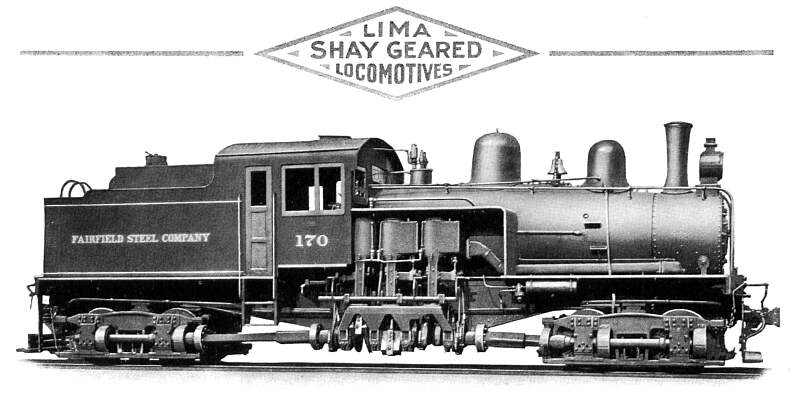
Паровоз системы Шея

В том же 1878 году Джеймс Алли заключает контракт с заводом на поставку паровозов данной схемы, а вскоре поступают ещё целый ряд заказов от других предприятий, и в результате через 2 года завод начинает уже выпускать более 300 локомотивов в год, причём эти темпы будут сохраняться на протяжении не менее десятка лет. Так как возможности завода уже сдерживали дальнейшее увеличение выпуска и требовалось его расширение, то в 1892 году завод переходит под управление другой компании — новообразованной Lima Locomotive & Machine Company. Собственно эта компания принадлежала тем же самым владельцам, что и сам завод Lima Machine Works, который теперь стал называться Lima Locomotive Works, но помимо них в капитал компании были вовлечены и другие акционеры. В результате этого, завод покупает соседний Lima Car Works и помимо локомотивов начинает выпускать ещё и автомобили.
Однако вскоре здание автомобильного завода сгорает дотла и было принято решение на его месте возвести новое здание. Из-за трудностей с финансированием в 1896—1897 гг., стройка нового здания заканчивается лишь в 1902. После завершения строительства, вся инфраструктура завода перемещается в новое здание, а старое здание продаётся. Завод опять начинает увеличивать выпуск паровозов Шея, что в свою очередь вело к росту прибыли. Основными держателями акций завода в то время были Уайт, Карнес и Аргертер.

### «Super Power»

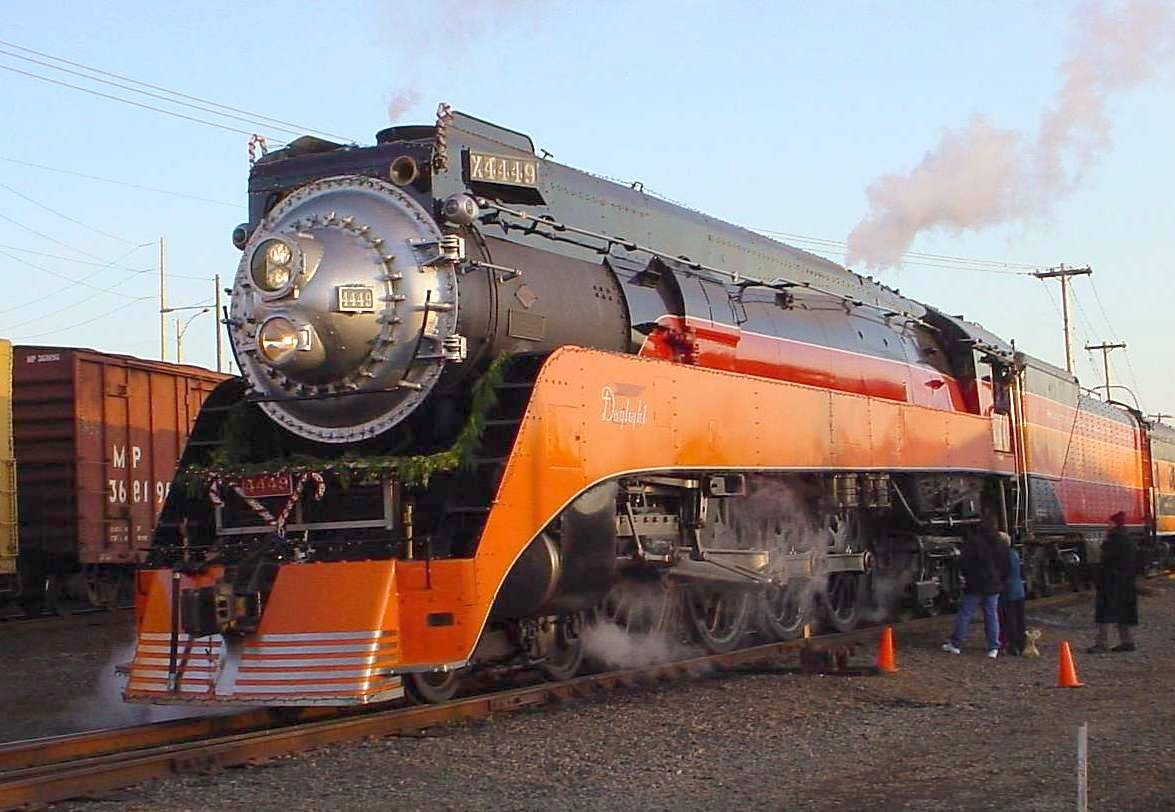
Паровоз GS-4

1920-е становятся лучшим периодом в истории предприятия, за которым теперь закрепляется прозвище «Super Power». В то время главным инженером завода был Уильям Вудард (William E. Woodard), который старался получить от паровозов как можно больше мощности. В 1922 году завод поставляет для New York Central Railroad опытные паровозы типа 1-4-1 проекта H-10. На этих паровозах были применены топки увеличенного объёма, увеличенная площадь пароперегревателя, более высокое давление пара, устанавливались водоподогреватели.